# Kami Semick
Kami Semick, aussi appelée Kami Semick-Pardue, est une athlète américaine née le 6 juillet 1966. Spécialiste de l'ultrafond, elle détient le record de victoires sur la Miwok 100K Trail Race, qu'elle a gagnée à cinq reprises, en 2005, 2007, 2008, 2009 et 2010. Elle a également remporté les championnats du monde du 50 kilomètres et du 100 kilomètres en 2009, la Vermont 100 Mile Endurance Run en 2010 et la Leona Divide 50 Mile en 2014.

## Résultats
- 2005
  - 1re de la Miwok 100K Trail Race.

- 2006
  - 4e de la Western States Endurance Run.

- 2007
  - 1re de la Miwok 100K Trail Race.

- 2008
  - 1re de la Miwok 100K Trail Race.

- 2009
  - 1re de la Miwok 100K Trail Race.
  - 1re du championnat du monde du 50 kilomètres.
  - 1re du championnat du monde du 100 kilomètres.

- 2010
  - 1re de la Miwok 100K Trail Race.
  - 1re de la Vermont 100 Mile Endurance Run.

- 2014
  - 1re de la Leona Divide 50 Mile.